# Cédric Pérez
 (octobre 2018).
Si vous disposez d'ouvrages ou d'articles de référence ou si vous connaissez des sites web de qualité traitant du thème abordé ici, merci de compléter l'article en donnant les références utiles à sa vérifiabilité et en les liant à la section « Notes et références ».
Pour les articles homonymes, voir Pérez.
Cédric Pérez est un auteur de bande dessinée français né en 1976.

## Œuvre
- Histoires et légendes normandes, scénario de Raphaël Tanguy, Association l'Eure du Terroir
  1.  Les belles et les bêtes, dessins de Juan María Córdoba, Marcel Uderzo, Fred Vignaux, Elvire De Cock, Mika, Philippe Bringel, Cédric Pérez, Marc Charbonnel et Charline, 2009  (ISBN 978-2-9533278-1-6)
  2. La Marée des âmes, dessins de Cédric Pérez, Thierry Olivier, Marc Charbonnel, Charline, Mika, Juan María Córdoba, Solidor et Marcel Uderzo, 2010  (ISBN 978-2-9533278-2-3)
- Anecdotes - Ni bête ni têtu, scénario de Raphaël Tanguy, Céka et Benjamin Leduc, dessins de Jaap De Boer, Cédric Pérez, Juan María Córdoba, Didier Ray, Philippe Bringel, Jeff Baud, Marcel Uderzo, Jacky Clech', Christelle Lardenois, Thierry Olivier, Marc Charbonnel, Sylvain Chevalier, Slhoki et Katia Even, Association l'Eure du Terroir, 2011  (ISBN 978-2-9533278-4-7)
- Dieppe entre terre, ciel & mer - Between land, sky & sea, scénario d'Anne Surest, dessins collectifs, Association Normande de Bande Dessinée, 2009
- Mont Saint Michel - Histoires et légendes, scénario de Raphaël Tanguy et Céka, dessins de Gwendolyn Levier, Didier Ray, Juan María Córdoba, Olivier Brazao, Nicolas Desrues, Jeff Baud, Jacky Clech', André Houot, Cédric Pérez, Thierry Olivier, Marc Charbonnel, Sylvain Chevalier et Alexandre Gaillard, Association l'Eure du Terroir, collection Histoires et Légendes, 2012  (ISBN 978-2-9533278-6-1)
- The Ape : Le Singe tueur, scénario et dessins de Cédric Pérez, Akileos, 2008  (ISBN 978-2-355-74010-7)
- Caligari, scénario et dessins de Cédric Pérez, Akileos, 2007  (ISBN 978-2-915168-84-6)